# Chlorid inditý
Chlorid inditý je anorganická sloučenina s chemickým vzorcem InCl3. Chlorid inditý tvoří tetrahydrát.

## Příprava
Bezvodý chlorid inditý lze připravit z prvků spalováním india v atmosféře chloru nebo reakcí směsi oxidu inditého a uhlíku v proudu plynného chloru:
2 In + 3 Cl2 → 2 InCl3
Tetrahydrát lze připravit rozpuštěním india v kyselině chlorovodíkové.
Lze jej také připravit reakcí oxidu inditého s chloridem thionylu při teplotě 300 °C:
In2O3 + 3 SOCl2 → 2 InCl3 + 3 SO2

## Vlastnosti
Chlorid inditý tvoří bílé vločky. Je dobře rozpustný ve vodě. Bezvodý chlorid inditý reaguje prudce s vodou. V plynné fázi existuje chlorid inditý jako dimer. Krystalizuje v monoklinické soustavě, izotyp chloridu hlinitého, s prostorovou grupou C2/m (číslo 12) a parametry mřížky a = 641 pm, b = 1110 pm, c = 631 pm, β = 109°48'.Stejně jako chlorid hlinitý a chlorid thallitý, má chlorid inditý vrstevnatou strukturu. Indité ionty mají oktaedrickou geometrii, podobně jako yttrium ve struktuře chloridu yttritého. Roztavený chlorid inditý je elektrický vodič.

## Reaktivita
Chlorid inditý je Lewisova kyselina a tvoří komplexy s donorovými ligandy L, InCl3L, InCl3L2, InCl3L3. Například s iontem chloru tvoří tetraedrický InCl -
4 , trigonálně-bipyramidální InCl 2-
5  a oktaedrické InCl 3-
6 .
V roztoku diethyletheru reaguje chlorid inditý s hydridem lithným za vzniku LiInH4, který se rozkládá při teplotě pod 0 °C a reaguje in situ v organické syntéze jako redukční činidlo a k přípravě terciárních aminů a fosfinových komplexů hydridu inditého.
Trimethylindium lze připravit reakcí chloridu inditého v roztoku diethyletheru s buď Grignardovým činidlem MeMgI nebo methyllithiem. Triethylindium lze připravit podobně, ale s Grignardovým činidlem EtMgBr:
InCl3 + 3 LiMe → Me3In·OEt2 + 3 LiCl
InCl3 + 3 MeMgI → Me3In·OEt2 + 3 MgClI
InCl3 + 3 EtMgBr → Me3In·OEt2 + 3 MgBr2
Chlorid inditý reaguje s kovovým indiem za vysokých teplot za vzniku chloridů s nižším oxidačním číslem india In5Cl9, In2Cl3 a InCl.

## Katalyzátor
Chlorid inditý je Lewisova kyselina a katalyzátor organických reakcí jako Friedel-Craftova acylace a Dielsovy–Alderovy reakce. Například Dielsova-Alderova reakce probíhá za pokojové teploty s jedním molárním procentem katalyzátoru ve směsi rozpouštědel acetonitrilu a vody. Prvním krokem je Knoevenagelova kondenzace mezi kyselinou barbiturovou a aldehydem. Druhým krokem je reverzně elektronová Diels-Alderova reakce, což je vícesložková reakce N,N'-dimethyl-barbiturové kyseliny, benzaldehydu a ethylvinyletheru. S katalyzátorem je uváděný chemický výtěžek 90 % a trans izomeru je 70 %. Bez katalyzátoru klesá výtěžek na 65 % a 50 % trans izomerů.

## Využití
Chlorid inditý je nejdostupnější rozpustný derivát india.